# Мырзагара
Мырзагара (каз. Мырзақара) — село в Чингирлауском районе Западно-Казахстанской области Казахстана. Входит в состав Ащысайского сельского округа. Код КАТО — 276637400.

## Население
В 1999 году население села составляло 132 человека (67 мужчин и 65 женщин). По данным переписи 2009 года, в селе проживало 79 человек (43 мужчины и 36 женщин).